# Aneuretellus
Aneuretellus deformis
Genre
Espèce
Aneuretellus est un genre fossile de fourmis de la sous-famille des Aneuretinae. Le genre ne contient qu'une seule espèce décrite, Aneuretellus deformis, et est connu grâce à un fossile de l'Éocène moyen trouvé à Sakhaline, dans l'Extrême-Orient russe. 

## Systématique
Le nom valide complet (avec auteur) de ce taxon est Aneuretellus Dlussky, 1988.

## Publication originale
- (ru) G. M. Dlussky, « Ants of Sakhalin amber (Paleocene?) », Paleontologicheskii Zhurnal,‎ 1988, p. 50–61 (lire en ligne)